# Socolu de Câmpie, Mureș
Socolu de Câmpie este un sat în comuna Cozma din județul Mureș, Transilvania, România. Se află la 40 km nord de Târgu-Mureș.